# كأس جعة

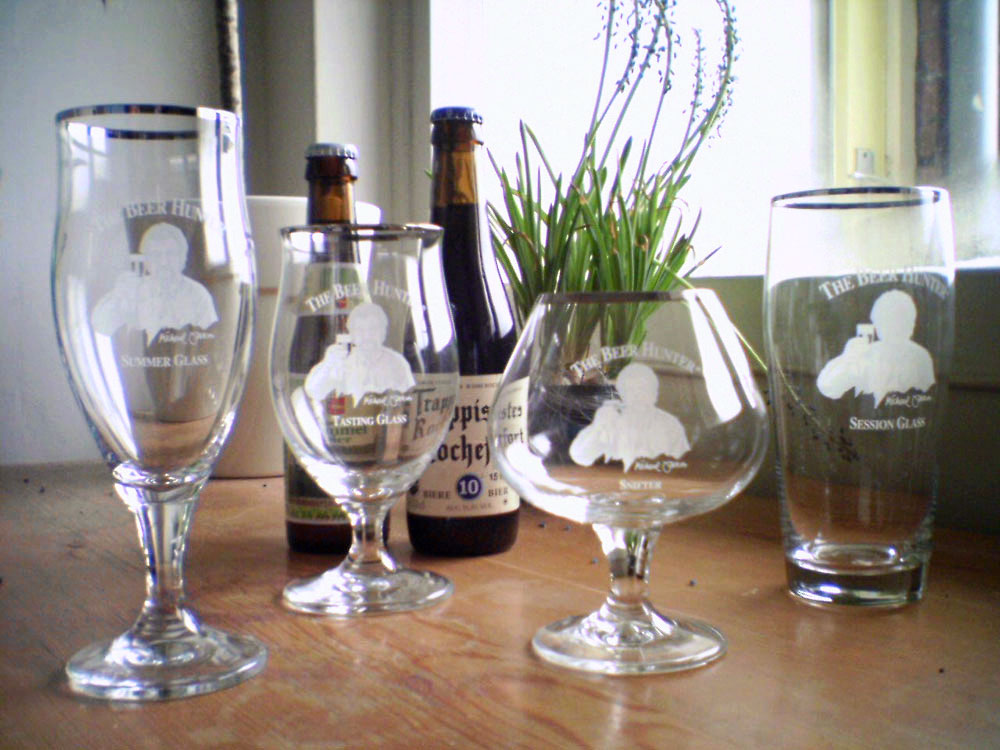
تشكيلة متنوعة من كؤوس الجعة.

كأس الجعة هو وعاء زجاجي مخصص لشرب الجعة. يوجد منه تصاميم مختلفة، ويعود السبب في تعدد التصاميم إلى أن البعض منها قد يعكس التقاليد الوطنية لشعب ما، والبعض الآخر مرتبط بأصول التقديم، والبعض مرتبط بتيسير عملية رصّ الكؤوس إلى جانب بعضها البعض أو تسهيل غسلها، أو تفادي كسرها; بعض التصاميم تُصنع للترويج لمعامل الجعة; و بعض التصاميم تمثل فناً شعبياً أو شكلاً من التجديد، أو تكون مصنوعة لأجل ألعاب الشرب; أحياناً يكون التصميم مخصصاً لنمط محدد من الجعة، إذ يهدف إلى الزيادة من قوة العبق المنبعث من المواد الطيّارة الداخلة في تركيبها، أو يكون بهدف تحسين المظهر العام لها والتأثير على الرغوة المتشكلة على السطح.
الكثير من كؤوس الجعة تكون ذات ساق سفلية، وذلك لمنع حرارة اليد من التأثير على برودة المشروب.
لا تقتصر صناعة الكؤوس على الكؤوس الزجاجية، فهناك كؤوس مصنوعة من الخزف و أخرى من الخزف الحجري، كما توجد كؤوس بويترية وأخرى من الخشب.

## معرض صور

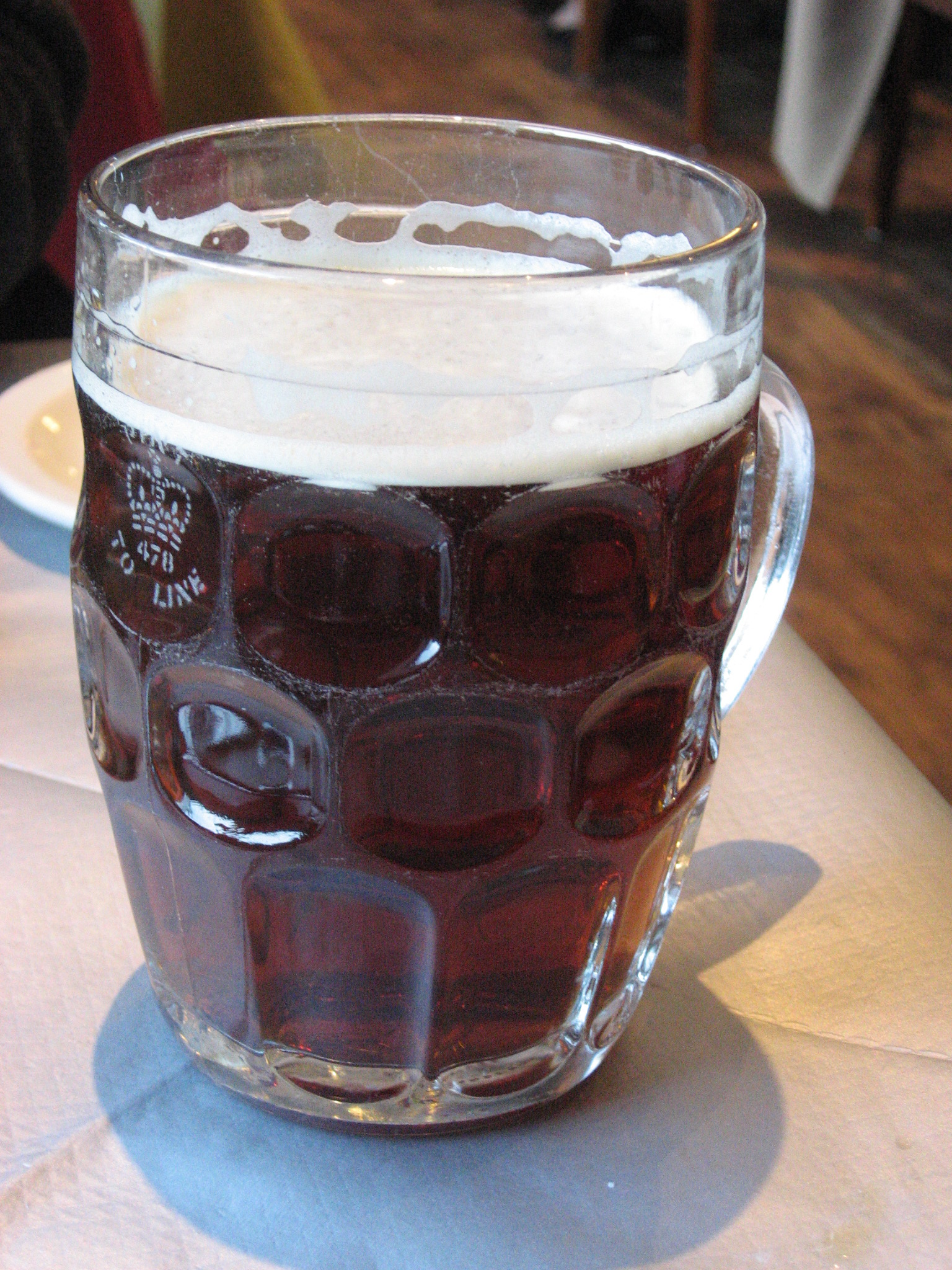
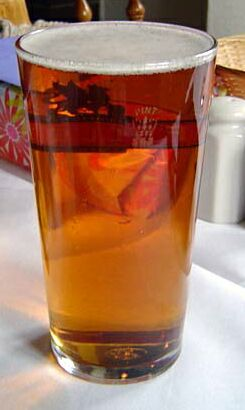
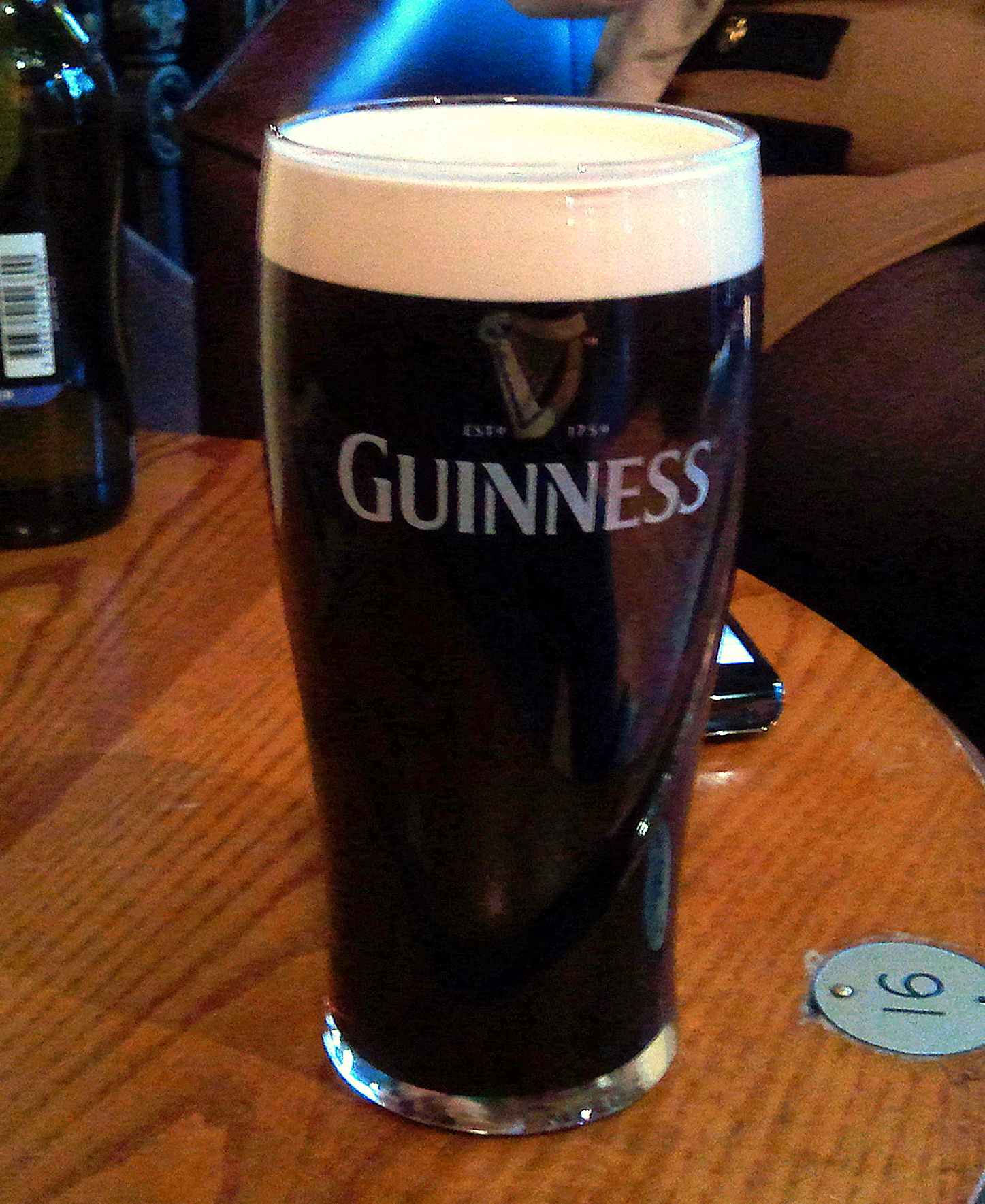